# Nikolaj Vladimirovič Chanykov
Nikolaj Vladimirovič Chanykov (in russo Николай Владимирович Ханыков?; Governatorato di Kaluga, 1819 – Rambouillet, 15 novembre 1878) è stato uno scrittore, orientalista ed etnografo russo.

## Biografia
Chanykov studiò al Liceo imperiale di Carskoe Selo, dopodiché si interessò all'orientalistica e alle lingue araba e persiana.
Tra il 1841 e il 1842 prese parte alla spedizione di Konstantin Fëdorovič Butenev nell'emirato di Bukhara, cui seguì una pubblicazione al riguardo, tra le più importanti sullo stato uzbeko. In campo diplomatico lavorò al Dipartimento del Territorio Transcaucasico e ricoprì l'incarico di console generale a Tabriz. Dal 1850 al 1855 fu uno dei principali leader della sezione caucasica della Società geografica russa. Nel 1852 divenne membro corrispondente dell'Accademia delle scienze di San Pietroburgo.
Dopo aver guidato una spedizione nel Khorasan tra il 1858 e il 1859, si stabilì definitivamente a Parigi. Qui pubblicò Mémoire sur la partie méridionale de l'Asie centrale (1861) e Mémoire sur l'ethnographie de la Perse (1866), nonché iniziò a tradurre l'opera Iran di Carl Ritter arricchendola di aggiunte e commenti.

## Opere selezionate
- Meshid, la citta santa e il suo territorio, in Viaggi in Persia, Milano, Treves, 1873